# فتوحی مروزی
اثیرالدین (شرف‌الحکما) فتوحی مروزی، شاعر ایرانی نیمهٔ دوم سدهٔ ششم هجری است. با ادیب صابر دوستی و مراوده داشت. با انوری نیز معاصر  بود و با او معارضه داشت.
این قطعهٔ مشهور را به نام انوری سرود و پراکنده ساخت، و آشوبی در بلخ به پا کرد که دامان انوری را گرفت:
| چار شهر است خراسان را بر چار طرف  |  | که وسطشان به مسافت کم صددرصد نیست   |
| گرچه معمور و خرابش همه مردم دارد  |  | نه چنان است که آبستن دیو و دد نیست  |
| مصر جامع را چاره نبود از بد و نیک |  | معدن زرّ و گهر بی سرب و بُسّد نیست     |
| بلخ را عیب اگر چند به اوباش کنند  |  | بر هر بیخردی نیست که صد بخرد نیست   |
| مرو شهری ست بترتیب همه چیز در او  |  | جدّ و هزلش متساوی و هری هم بد نیست   |
| حبّذا شهر نشابور که در ملک خدای    |  | گر بهشت است همین است وگرنه خود نیست |